# Bohumila Řimnáčová
Bohumila Řimnáčová   (Praga, 9 de setembre de 1947), de casada Řežátková, és una gimnasta artística txeca, ja retirada, que va competir sota bandera txecoslovaca durant les dècades de 1960 i 1970.
El 1968 va prendre part en els Jocs Olímpics d'Estiu de Ciutat de Mèxic, on disputà les sis proves del programa de gimnàstica. Guanyà la medalla de plata en la competició del concurs complet per equips. En les altres proves destaca la quarta posició en la prova de barres asimètriques, al cinquena en l'exerci de terra i la setena en el concurs complet individual. Fou suplent als Jocs de 1964 i 1972.
En el seu palmarès també destaquen dues medalles al Campionat del Món de gimnàstica artística, d'or el 1966 i de bronze el 1970.